# Laura Lazarus
Laura Lazarus (geboren im Oktober 1981 in Ingolstadt) ist eine deutsche Politikerin (CDU). Zwischen 2018 und 2019 war sie Mitglied des Landtags Brandenburg.

## Werdegang
Nachdem Lazarus 2001 ihr Abitur abgelegt hatte, begann sie zunächst ein Studium der Pharmazie an der Universität Florenz. Im Jahr darauf nahm sie ein Studium der Rechtswissenschaften an der Universität Regensburg auf. 2011 legte sie ihre Zweite Staatsprüfung ab und arbeitete anschließend bis 2015 als wissenschaftliche Mitarbeiterin an der Europa-Universität Viadrina in Frankfurt (Oder) sowie parallel dazu seit 2012 als Rechtsanwältin. Die fachlichen Schwerpunkte von Lazarus liegen im Finanzverfassungs- sowie im öffentlichen Recht. Sie verpflichtete sich 2016 als Soldatin auf Zeit bei der Bundeswehr und wurde als Stabsoffizier mit Befähigung zum Richteramt eingestellt.

## Politik
Lazarus ist seit 2008 Mitglied der Jungen Union. Bei der Landtagswahl 2014 kandidierte sie im Wahlkreis Dahme-Spreewald II/Oder-Spree für die CDU, unterlag dort aber gegen Klaus Ness von der SPD. Nachdem Sven Petke Ende Oktober 2018 aus beruflichen Gründen sein Landtagsmandat niedergelegt hatte, rückte sie über die CDU-Landesliste zum 5. November 2018 in das Parlament nach. Sie war dort Mitglied des Rechtsausschusses sowie des Ausschusses für Haushaltskontrolle.

## Privates
Lazarus ist römisch-katholisch und ledig. Sie lebt in Königs Wusterhausen, wo sie seit 2014 Mitglied der Stadtverordnetenversammlung ist. Lazarus ist Vorsitzende des Kinder- und Jugendverbandes Frischluft Dahme-Spreewald sowie Mitglied in einem Boxsportverein.